# 江口石龍
江口石龍位於四川省眉山市彭山区江口街道，文物遺址年代判定為宋。2002年12月27日公佈為四川省第六批省級文物保護單位。